# Stazione di Aosta Istituto
La stazione di Aosta Istituto (in francese: gare d'Aoste Institut) è una fermata ferroviaria di Aosta, situata nella zona sud-ovest, in corrispondenza dell'istituto per geometri "Jules Brocherel", tra via Chambéry e via Grand Eyvia; l'impianto si trova lungo la linea Aosta - Pré-Saint-Didier, la cui gestione è affidata a Rete Ferroviaria Italiana.

## Storia
La fermata di Aosta Istituto venne attivata il 15 dicembre 2002.
La Regione Valle d'Aosta ha sospeso l'esercizio sulla linea da Aosta a partire dal 24 dicembre 2015.

## Caratteristiche
La fermata non dispone di fabbricato viaggiatori, ma è costituita unicamente da un marciapiede a servizio dell'unico binario passante.

## Movimento
Il servizio era costituito da treni regionali effettuati da Trenitalia nell'ambito del contratto di servizio stipulato con la Regione Valle d'Aosta.